# Triaenodes triquetrus
Triaenodes triquetrus là một loài Trichoptera trong họ Leptoceridae. Chúng phân bố ở miền Australasia.